# Plesiosauridae
Plesiosauridae là một họ bò sát trong bộ Plesiosauria.
Họ Plesiosauridae được John Edward Gray đặt tên năm 1825.